# ARA Robinson (M-3)
El ARA Robinson (M-3) fue un dragaminas clase Bouchard de la Armada Argentina construido en la segunda mitad de la década de 1930 por los astilleros Hansen y Puccini de la ciudad de San Fernando, provincia de Buenos Aires. Entró en servicio el 20 de mayo de 1939. Tenía una eslora de 59 m, una manga de 7,3 m y un calado de 2,27 m, con un desplazamiento de 520 t a plena carga. Dos motores diésel lo impulsaban a 16 nudos. Sus armas eran dos cañones de 100 mm, otros dos de 40 mm y dos ametralladoras.
En septiembre de 1955, participó de los sucesos del golpe de Estado autodenominado «Revolución Libertadora».
Causó baja el 19 de noviembre de 1967.